# Неморож
Не́морож (укр. Неморож) — село в Звенигородском районе Черкасской области Украины. Расположено на правом берегу реки Гнилой Тикич в 5 километрах юго-западного направления от райцентра Звенигородка. А в 24 километрах от села находится железнодорожная станция Звенигородка. Также через село проходит трасса Звенигородка — Киев.
Население по переписи 2001 года составляло 822 человека. Занимает площадь 3,705 км². Почтовый индекс — 20222. Телефонный код — 4740.

## История
Образованное в 1545 году село получило своё название от протекающей по его территории реки Неморозь, отличительной чертой которой было замерзание лишь при −30 градусах.
В период с XVI по XIX века было под управлением разных старост. В том числе и входило в состав монастырских земель, из-под которого вышла в 1832 году выкупленная Логгином Иосифовичем Роттом за 200 000 рублей. В 1860 годы становится волостным центром. В XIX веке село активно увеличивается. Так к 1895 году там проживает 1300 человек.
С середины XVIII века в селе действует школа, а с середины XIX века, после отмены крепостного права, — отдельная начальная школа. Действовавшая до 1918 года и в которой в том числе имели право учиться дети из бедных семей. Также до 1918 года просуществовал построенный в XIX веке, в период правления Николая II, благотворительный дом, в котором проживали инвалиды, бездомные и нищие. После 1930 года здание использовалось как школа-семилетка.
На фронтах Великой Отечественной войны сражались 240 сельчан, из которых 186 погибли. 171 житель был награждён различными боевыми наградами. В центре села установлен памятник в честь воевавших односельчан.
В послевоенный период, к 1970 годам в селе имелась полеводческая бригада колхоза имени Мичурина. А также мельница и пилорама. В 1980 году было построено новое здание школы. В этот же период на северной окраине села археологами было обнаружено большое количество курганов скифского периода.
В период независимой Украины в селе появились детский сад «Светлячок», дом культуры на 400 человек, библиотека с фондом в 12558 книг. Также отделение сбербанка, 4 магазина, из которых 2 частных и 2 от райпотребсоюза. В 2006 году начато строительство уличного газопровода. Также на территории села располагается ОАО «Ватутинский комбинат огнеупоров», являющееся самым крупным по отчислениям в местный бюджет.

## Местный совет
20222, Черкасская обл., Звенигородский р-н, с. Неморож